# Le Noirmont
Le Noirmont (toponimo francese; in tedesco Schwarzenberg, desueto) è un comune svizzero di 1 856 abitanti del Canton Giura, nel distretto delle Franches-Montagnes.

## Monumenti e luoghi d'interesse

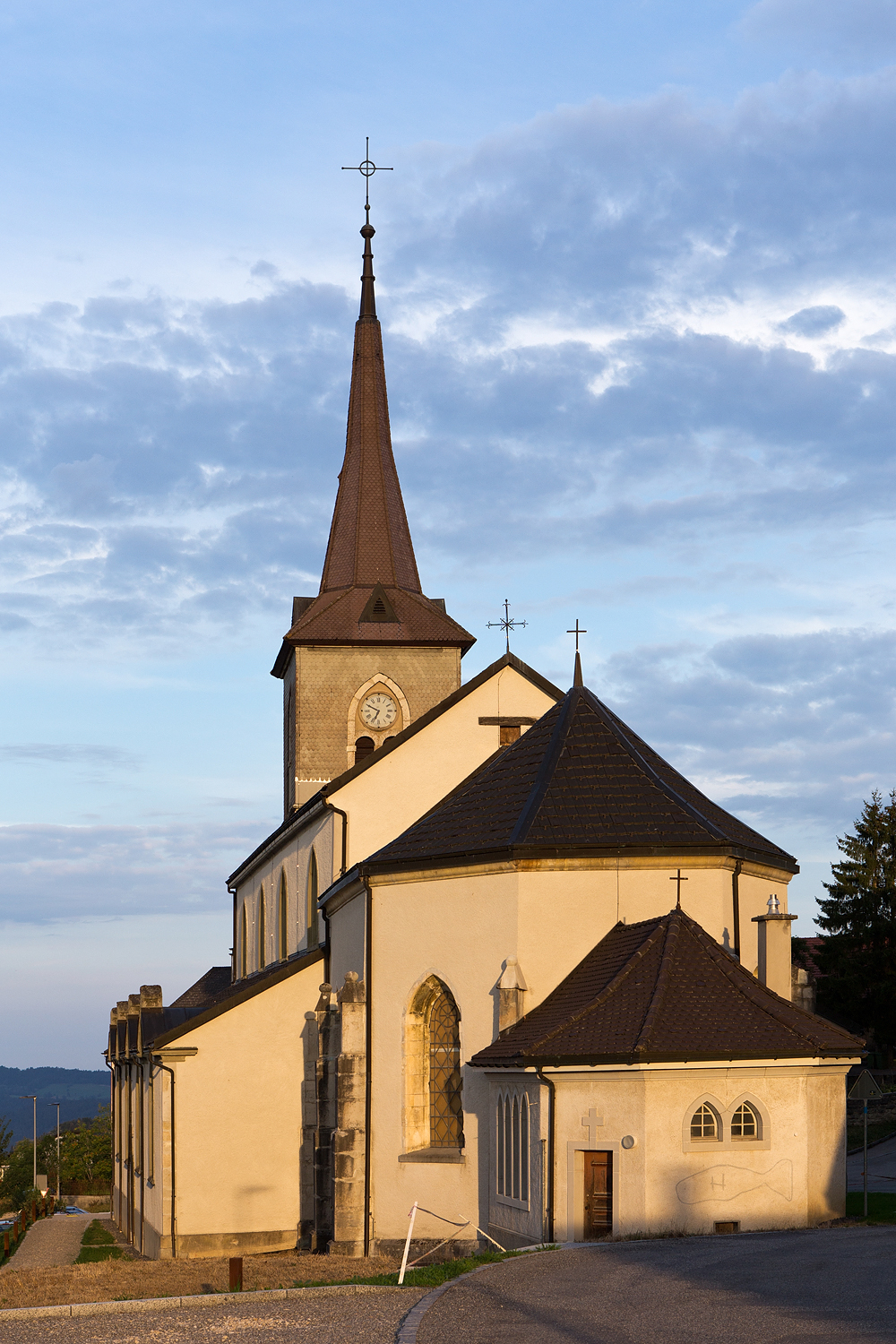
L'ex chiesa di Sant'Umberto

- Ex chiesa cattolica di Sant'Umberto, eretta nel XVII secolo, ricostruita nel 1883-1884 e sconsacrata nel 1969[1].

## Società

### Evoluzione demografica
L'evoluzione demografica è riportata nella seguente tabella:
Abitanti censiti

## Geografia antropica

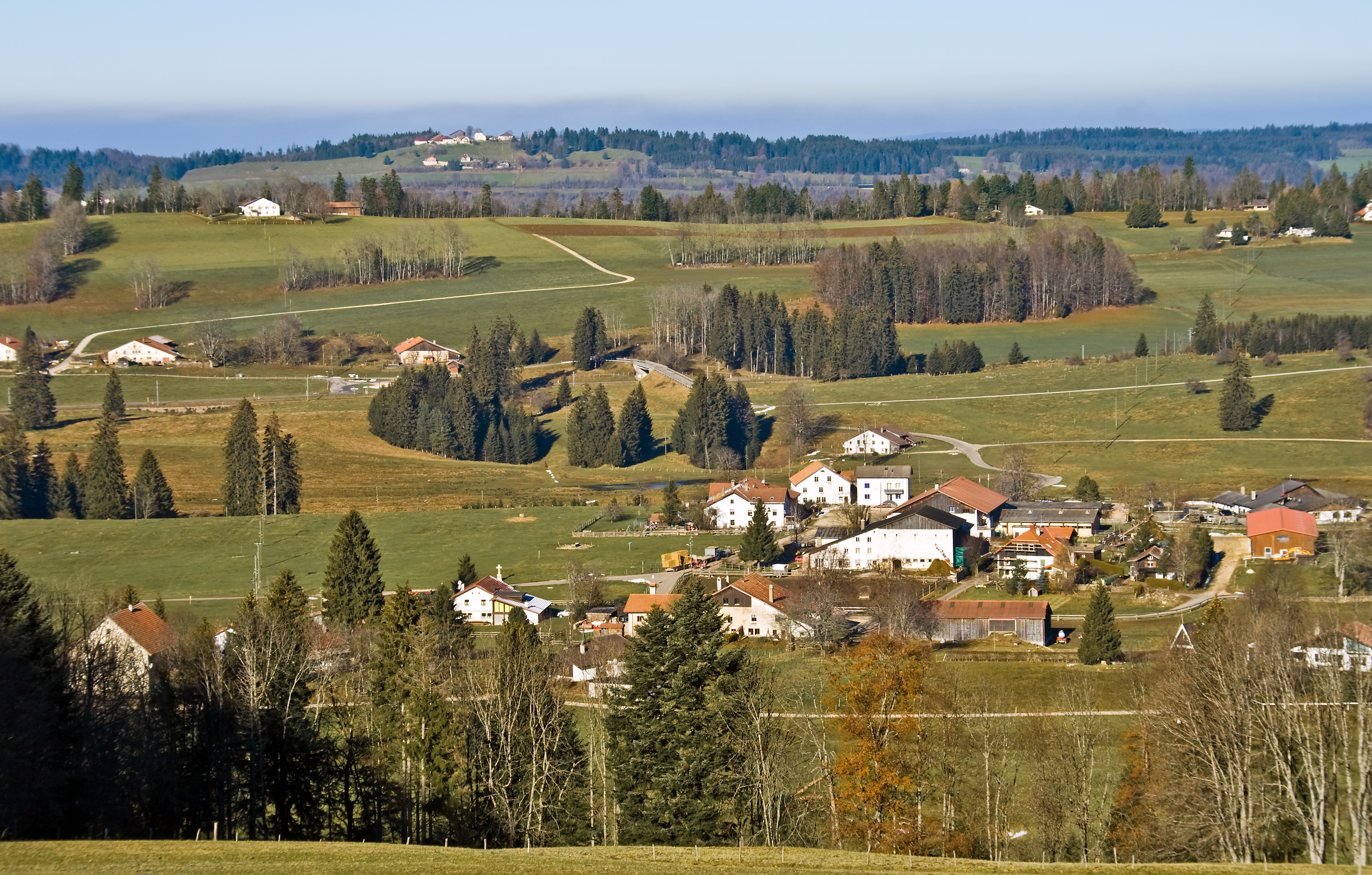
Le Peu-Péquignot

Le frazioni di Le Noirmont sono:
- Le Cerneux-Joly
- Le Creux-des-Biches
- Le Peu-Péquignot
- Les Barrières
- Les Côtes
- Les Esserts
- Sous-les-Craux

## Infrastrutture e trasporti

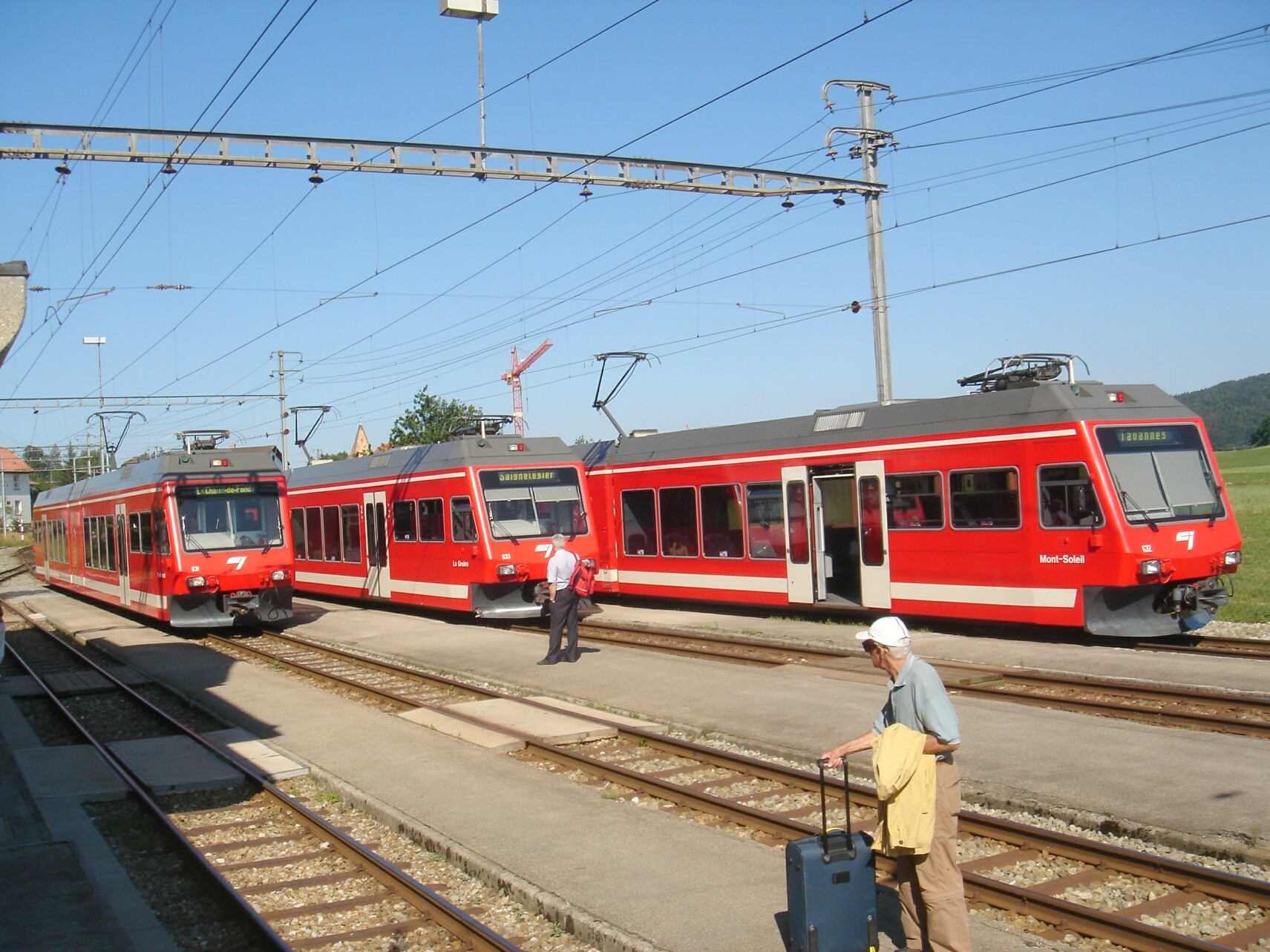
La stazione di Le Noirmont

Le Noirmont è servito dall'omonima stazione delle Ferrovie del Giura sulle linee Saignelégier-La Chaux-de-Fonds e Le Noirmont-Tramelan.

## Amministrazione
Ogni famiglia originaria del luogo fa parte del cosiddetto comune patriziale e ha la responsabilità della manutenzione di ogni bene ricadente all'interno dei confini del comune.